# Gud tillhör äran
Gud tillhör äran är en psalm författad 1977 av Lars Åke Lundberg och Anders Frostenson. Texten är en översättning av Edmond Budrys text från 1885.
Melodin är musik från 1747 av Georg Friedrich Händel. Psalmvers 2 är en bearbetad text från Romarbrevets 8:e kapitel, verserna 35-39.
Texten är upphovsrättsligt skyddad avseende Frostenson till år 2076

## Publicerad i
- Herren Lever 1977 som nummer 802 under rubriken "Lovsånger".[2]
- Psalmer och Sånger 1987 som nummer 329 under rubriken "Lovsång och Tillbedjan"[1]